# Lochwiller
 Lochwiller (en alsacià Lowiller) és un municipi francès, situat a la regió del Gran Est, al departament del Baix Rin. L'any 2004 tenia 353 habitants. Limita al nord amb Schwenheim, al nord-est amb Wolschheim, al sud-est amb Kleingœft, al sud-oest amb Reutenbourg i a l'oest amb Marmoutier.
Forma part del cantó de Saverne, del districte de Saverne i de la Comunitat de comunes del Pays de Saverne.

## Demografia
| 1962 | 1968 | 1975 | 1982 | 1990 | 1999 |
| ---- | ---- | ---- | ---- | ---- | ---- |
| 260  | 268  | 281  | 322  | 341  | 345  |

## Administració
| Període | Identitat         | Partit |
| ------- | ----------------- | ------ |
| 2001-   | Jean-Marie Storck |        |